# 비슈타스파
비슈타스파 또는 카이 가르샤습(Kai Garshasp) 또는 히스타스페스는 페르시아 신화에 등장하는 반전설적인 왕조인 카야니아 왕조의 샤이다. 비슈타스파가 다스린 영역은 불분명하지만 조로아스터의 고향에 대해서도 그러하다. 일반적으로 중앙아시아 또는 이란의 동부이다.
산스크리트 문헌 푸라나와 자이나 샤스트라는 칼파수트라를 언급하는데 그는 자주 비슈타스파로 확인된다.
비록 비슈타스파는 경구적으로 증명되지는 않았지만 조로아스터와 마찬가지로 전설과 신화에 의한 억양으로 가려지기는 했지만 전통적으로 역사적 인물이었다고 추측하고 있다.
아베스타에서 발견된 암시를 바탕으로 한 조로아스트리아 전통에서 비슈타스파는 신앙의 전파와 방어를 도운 의로운 왕이다. 비슈타스파는 비조아스터교 사이클론 문헌에서 일부러 장남을 어떤 죽음으로 보내는 카야니아 왕조의 혐오스러운 통치자다. 그레코로만 문학에서 조로아스터의 후원자는 그의 이름으로 쓰여진 일련의 예언의 사이비 익명의 작가였다.

## 경전
비슈타스파는 조로아스터 자신이 작곡한 것으로 여겨졌던 조로아스터교의 가장 오래된 문헌인 가타스에 언급되어 있다. 이 찬송가에서 시인은 비슈타스파를 자신의 동맹(야스나 46. 14)으로 말하고, 보후 마나의 길을 따르는 자(Y. 51. 16)로 말하고, 예언자의 메시지를 전파하는 데 전념한다(Y. 51. 16, 46. 15, 53. 2). 야스나 28. 1–28. 7에서 조로아스터는 비슈타스파와 자신을 위해 적들을 물리칠 힘을 포함한 몇 개의 보온을 마쓰다에게 호소한다. 집합적으로 생각하면, 가타스는 비슈타스파를 "조로아스터의 애국자, 최초의 조로아스터 공동체의 설립자"로 기념한다. "
가틱 암시는 젊은 아베스타의 야슈트에서 재발한다. 마즈다에게 한 가지 소원을 호소한 것은 야슈트 5. 98에서 다시 나타나는데, 야슈트에서는 그 소인이 하우그반과 나오타라 가문에게 요구되고, 그 소원은 비슈타스파가 후자의 일원으로 있다고 한다. 후에 같은 찬송가에서 조로아스터는 마쓰다에게 "아우르바타스파의 아들 비슈타스파를 데려와 다이나(종교)에 따라 생각하고, 종교에 따라 말하고, 종교에 따라 행동하라"(Yt 5. 104–105)고 호소한 것으로 묘사된다. 가딕 야스나 49. 7을 각색한 마지막 부분인 야슈트 9. 25–26에서 예언자는 비슈타스파의 아내 후타오사에 관해서도 같은 호소를 한다.
야슈트 9.130에서는 비슈타스파 자신이 대바를 소탕하는 아레자트와 다른 드루주반트 히아오나 가문의 공격을 물리칠 수 있는 능력을 호소한다. 마찬가지로 야슈트 5. 109에서도 비슈타스파는 "나쁜 종교, 대바-워시퍼 페샤나, 사악한 아레자트의 타트랴반트를 몰아낼 것"이라고 힘주어 탄원한다. 다른 곳(Yt. 5. 112–113)에서도 비슈타스파는 자이리바이리(Pahl)를 대신해 힘을 빌린다. 나중의 전통에서 비슈타스파의 동생이라고 하는 자르슈르)이다. 분쟁에 대한 암시(아마도 전투, 아래 참조)는 다시 야슈트 13. 99–100에서 비스듬히 언급되고 있는데, 여기서 조로아스터와 비슈타스파의 프라시스는 아샤와 그 종교의 구조자와 탈주자들을 위한 승리 전투원으로 묘사된다. 이러한 묘사는 조로아스터, 비슈타스파, 비슈타스파의 조상이 추가로 크바레나를 소유하고 있다고 하는 야슈트 19. 84–87에서 반복된다. 분쟁의 주요 영웅은 야슈트 13. 100에 있는 비슈타스파의 아들 스푸다타(Yt. 13. 103)라고 하는 반면, 비슈타스파는 사람들 사이에서 자신의 양자인 신앙을 "명예의 자리에" 두었다고 선언된다.
프라우딘 야슈트(Yt. 13. 99–103)와 그 밖의 다른 곳에 있는 구절들은 해설자들이 비슈타스파와 아베스타에 명명된 몇몇 다른 인물들 사이의 가족 관계를 추론할 수 있게 했다. 덴카르(존경 8. 11, 8. 13, 8. 14, 9. 33. 5)에서 보고된 바와 같이, 몇몇 잃어버린 아베스타 문헌
야슈트 9.31에서 비슈타스파는 드루아스파에게 그가 성공적으로 싸워 다양한 적들을 죽이고, 보아하니 후마이야와 바르δ가나아를 시아오나스 땅에서 멀어지게 할 것을 기도한다.
아샤의 주요 전투자로는 바스트라(자라투스트라의 종말론적 아들 중 한 명)가 있다.
비슈타스파라는 이름의 의미는 불확실하다. 해석으로는 '말들이 (혹은 말이) 준비된 자(타기 위해 등), '말을 훈련시킨 자' '말들이 (경주를 위해) 풀려나는 자' 등이 있다. 그것은 전차 경주의 원형 우승자였던 야슈트 5.132의 설명과 일치한다.

## 전통과 민속에서

### 조로아스터교의 전통에서
가타스에서 비슈타스파는 반복적으로(Y. 46. 14, 51. 16, 53. 2) 카비(kavi)라고 일컬어지는데, 이는 어학적으로 거대한 선견자, 즉 시인 숭배자를 일컫는 말이며, 야스나 28. 11에서도 조로아스터의 적들을 일컫는다. 젊은 아베스타에서 이 용어는 비슈타스파와 그의 조상을 포함한 현자에게도 일반적으로 적용된다. 그러나 전통에서 카비스는 왕이다. "분명히, 카비스의 뛰어난 선비들은 왕자의 통치자였기 때문이다. 아마도 예언의 재능, 거대한 시의 재능은 그들의 집안에서 유전되었을 것이다. " 경전과 전통 모두 비슈타스파의 조상을 지칭하지만 비슈타스파의 후계자는 언급하지 않고 있다. 비슈타스파는 분명히 그의 마지막 대사였고, 카비스의 마지막 대사였다. 조로아스터교의 종말론적 연대기에서 세계의 왕조는 일곱 세대로 나뉘는데, 각각 금속의 이름을 따서 이름이 붙여졌다. 이 연대기(Zand-i Waman yasn 2. 16, 다비스탄 140)에 따르면, 왕위에 오른 비슈타스파(조로아스트리아 중 페르시아 위시타스프)는 은의 통치를 끝냈고, 그의 통치는 금의 연대를 넘었다. 전통적으로 조로아스터의 작품은 당시 알렉산더 대왕에 의해 파괴된 왕실 도서관에 보관되어 있었다고 한다. 덴카르드 3. 420에서, 왕실 도서관에 그 문자들을 만들어 놓고 보관한 것은 왕이라고 전해지는 비슈타스파다.
야슈트가 갈등에 암시하는 내용은 9~11세기 조로아스터교 전통의 책에서 증폭되는데, 이 책에서 갈등은 신앙의 노골적인 전투로 묘사된다. 예를 들어, 비슈타스파의 형이자 효나스 족장 아레자트.aspa에 대항하는 그의 군대의 대장이었던 자이리바이의 행위를 기념하는 단편적인 텍스트의 살아남은 파편들이 있다. 그 문자(Ayadgar i Zareran, 10–11)에 따르면, 비슈타파의 개종 소식을 들은 아레자트.aspa는 전령들을 보내 비슈타파가 '오흐마즈드로부터 받은 순수한 마즈다-워시핑 종교'를 버려야 하며, 자신과 한 번 더 '동종교'가 되어야 한다고 요구했다. 비슈타스파의 거절에 따른 전투는 비슈타스파를 승리로 이끌었다.
비슈타스파의 개종은 마찬가지로 9~11세기 책의 테마로, 이러한 전설은 오늘날 조로아스터인들 사이에서 "가장 잘 알려져 있고 가장 최신의"로 남아 있다. 이 전통에 따르면, 조로아스터가 비슈타스파의 궁전에 도착했을 때, 예언자는 "카약과 카라브스 (카비스와 카라판스)의 적개심에 사로잡혀 있었는데, 그는 위대한 회합에서 논쟁을 벌였고, 이는 현실에 바탕을 둔 것일지도 모르는 전통이기 때문인데, [비슈타스파]는 새로운 예언을 환영하지 못할 자신의 사제들과 선인들이 있었을 것이기 때문이다.신의 권위를 주장하다 " 전통은 조로아스터가 3일간의 논쟁 끝에 승리했지만, 비슈타스파에게 그의 적들로부터 모함을 당했고, 비슈타스파는 그 예언자를 투옥시켰다. 그러나 감옥에서 조로아스터는 비슈타스파가 좋아하는 말(갑자기 마비가 되어 버린 말) 중 하나를 치료했고, 그 때문에 예언자는 비슈타스파의 지지와 찬사를 얻었다. 이 이야기는 자즈프람의 안토(24.6)에서 비스듬히 언급되고 있는데, 독자는 이미 알고 있는 것으로 추측하고 있으며, 덴카르드(7.4. 64–86), - '대중의 공상의 작품'으로 요약되어 있다 - 후기 조로아스터(942–1094)에 자세히 설명되어 있다. 는 신화에서, 조로아스터 4양보에 대한:각 말의 4다리의 대가로 고쳐 주었는데 처음에는, 비슈타 스파 그 자신을 받아들이조로아스터의 메시지, 둘째로, 비슈타 스파의 아들 Spentodata(하원 의원:Esfandiar)고 있는 것과 동일하고 셋째, 비슈타 스파의 아내 Hutaosa(하원 의원:Hutos)또한 개종시키다;[n5]았고 마침내는 사람은다고 비방했다 조로아스터가 있다에 있을 거다.ath. 이 네 가지 소원이 이루어지면 말은 원기를 회복하여 일어선다.비슈타 스파, 조로아스터에서 4돈 거래 대가로:먼저, 그가, 비슈타 스파, 다음 세계에서 그의 분수를 알아야 해 묻는다, 둘째로, 그가고 셋째는 미래를 알아야 한다.;그리고 4장은 그의 시신은 부활까지 그의 영혼을 남기지 말아야 한다는 불사신이 되어야 한다는 믿음이 받아들여진다.조로아스터 댓글은 이것들도 또한 모두 한 남자를 받게 되며, 그가 하나를 선택하는 것은 아주 좋다.비슈타 스파와 첫 선택에 동의한다.조로아스터;그는 그것은 하나님의 영광 beholds이 천국으로 영을 오르다 보이는 그는 깨달음의 순간이 있는 무아지경 가운데 비슈타 스파를 그를 거룩하게 와인을 든다.[n6]비슈타 스파의 변환 전통적으로 조로아스터의forty-second년,"모습은 틀림없이 나중에 계산에 의해 도달되"동안 일어난 것으로 알려졌다.
이 신화는 아르탁세르크세스로부터 비롯되었다는 사사니드(3세기 초~7세기 초)의 주장과, 비슈타스파 및 그의 조상과의 관계 주장과 결부되어 있다. Sassanids가 Avesta로부터 카야니드 이름, 제목, 신화를 완전히 채택한 것은 "[Sassanid] 이데올로기의 주요 구성요소였다. "아베스타 말 Vohu Manah의 아닥사스다의 Kayanids과 연계된 그 협회 아닥사스다의 칙령 2세의 제목은 그리스어로('Mnemon')비슈타 스파의 전설적인 손자며, Wahman의 이름을 사용하여 확인을 통해서:발생했다 둘 다 theophorics"Good Mind(교육)", 아베스타 말의 이름의 중기 페르시아 'Wahman'은 수축, 그리스어 'Mnemon의 i.가 어떻게 되 그 수표 비슈타스파 왕조와 그들의 왕조의 사사니드 연합은 4세기 말까지 발전한 것으로, "이것이 비슈타프의 발상지이자 조로아스트리아교의 '성스러운 땅'인 발크를 사사니아인들이 정복한 시기였기 때문에 어느 정도 발전한 것이다. "
비슈타스파의 조상들이 병거를 가지고 있다는 전통적인 묘사(청동기 시대에 완전히 자리잡게 하는 묘사)도 조로아스터의 데이트에 관한 학문적 논쟁에 기여한다; 이 문제에서 비슈타스파의 조상들의 역할에 대한 요약은 보이스 1984, 페이지 62, n. 38을 참조하라.

## 시스탄의 영웅적 사이클
예를 들어 고쉬타스브/고쉬타스프의 신화적 계보에서 시스탄 사이클 문자는 조로아스터교의 전통을 이어간다. 그래서 예를 들어 고슈타프는 카야니아 왕조의 일원으로 확인되며, 로하스프/로하스브(등), 자레/자레르(등), 에스판디아/이스판디아르(등), 바슈탄/베쇼탄(등) 등의 형제다. 그러나 시스탄 전설에서 고쉬타스브/고쉬타스프(등)는 조로아스트리아 전통의 영웅과는 전혀 달리 가증스러운 인물이다. 이 불일치의 이유는 알려지지 않았다. 시스탄 전통에 따르면 고쉬타스브는 아버지 로어프에게 왕위를 요구하지만 왕이 쇠퇴하면 인도로 돌격한다. 고쉬타스의 동생 자레(자레/자르어 등, 아베스탄 자이리바이리)가 그를 데리러 보내지만, 고쉬타스는 '로미'로 날아가 그곳에서 '카이사르'의 딸인 카타윤(카타윤/카타윤 등)과 결혼한다. 고쉬타스브는 이후 로마 황제의 군사 지휘관이 되어, 황제가 이란에 조공을 요구하도록 장려한다. 다시 자레는 고스타스브를 데려오도록 보내지고, 고스타스브는 왕위를 약속받으며, 따라서 돌아오도록 설득된다.
시스탄으로 돌아온 고쉬타스브는 자신의 아들 에스판디아르(에스판디아르/이스판디아르 등, 아베스탄 스푸타타타)를 공격하지만, 이후 발크를 위협하는 아르자스프(아베스탄 아우르바타스파)를 무찌르는 데 에스판디아르의 도움을 구해야 한다. 고쉬타스브는 도움을 주는 대가로 에스판디아르 왕좌를 약속하지만 에스판디아르가 성공하자 그의 아버지는 주저하면서 대신 투란에서 반란을 진압하는 또 다른 임무를 띠고 그를 배웅한다. 에스판디아르는 다시 한번 성공을 거두었고, 고쉬타스브는 다시 한번 헤딩을 하고 로스탐의 손에 에스판디아르의 죽음을 예언하는 예언을 알고, 에스판디아르는 죽을 운명에 처해 있는 임무를 띠고 그를 떠나보낸다. 샤나메에서는 귀족들이 고쉬타스브를 왕위에 대한 불명예라고 비난하고, 그의 딸들은 고쉬타스브를 극악무도한 범죄자라고 비난하며, 그의 어린 아들 바슈탄(아베스탄 페쇼타누)은 그를 이란의 빈약한 구축함이라고 비난한다.
조로아스트리아 전통에서처럼 시스탄 사이클에서 고슈타스프는 에스판디아르의 아들 바흐만(< MP 와만)이 계승한다. '아르다시르'(위 참조)를 가진 바흐만의 식별이 시스탄 사이클 텍스트에서도 다시 나타난다.

## 그리스 로마 사상
비스타스파(Visthaspa)라는 이름은 헬레니즘 시대의 그리스어와 라틴어 원문에 나오는 히스타스페스(Hystaspes)이다. 역사적으로 증명된 비슈타스파(Vishtaspa)라는 인물들을 언급하는 것 외에, 그것은 조로아스터의 후원자에게도 적용되었는데, 그리스인과 로마인들은 아주 고대의 현자라고 상상했고, 그의 이름 아래 쓰여진 일련의 예언들을 붙이는 작가였다. 사이비 히스파스에게 기인된 작품들이 실제 조로아스터교 출처를 통해 그려지지만, 그의 인물에 대한 그리스 로마 초상화는 사이비 조로아스터와 사이비 오스타네스의 다른 두 레즈메이지 헬레니세처럼 공상적이다. 사이비-조로아스터가 점성술의 '발명자'로 확인되고, 사이비-오스트라네스가 마스터 마법사로 상상된 반면, 사이비-히스파스는 종말론적 예언자로 정형화된 것으로 보인다.
그에게 귀속된 작품은 아직 존재하지 않지만, 특히 사마리아의 저스틴 순교자(ca. 100-165 CE)와 북아프리카의 3세기 중반의 락탄티우스(latantius)라는 두 초기 기독교 작가의 작품에서 인용문과 인용문은 다른 사람들의 작품에서 살아남았다. 진실은 이미 언급되어 있었다. 이 유사문헌들 중 오직 하나만이 이름으로 알려져 있다. 즉, 히스태스페스의 서, 히스태스페스의 오라클 또는 히스태스페스의 서라고 불린다. 기원전 1세기의 이 작품(또는 작품 세트)은 락탄티우스, 저스틴 순교자, 알렉산드리아의 클레멘트, 리두스, 그리고 아리스토크리토스가 언급하고 있는데, 이들은 모두 로마 제국의 몰락, 동부로의 지배의 회귀, 그리고 사욕의 도래를 예고하는 것으로 묘사하고 있다.
락탄티우스는 자신의 디비나에 제도(제7권, 제15장 말부터 제19장까지)에 히스타페스의 오라클레스에 대한 상세한 요약을 제공한다. 그것은 히스태스페스가 꿈에서 깨어나 그를 위해 해석할 필요가 있는 것으로 시작된다. 이것은 "여기서 관습에 따라, 젊음과 천진난만한 면회로의 개방성을 대변하는" 한 어린 소년에 의해 정당하게 달성되었다. "소년에 의해 해석된 바와 같이 꿈은 마지막 시대의 죄악을 "예측"하고, 곧이어 불로써 악인을 파멸시킬 것이다. 신성한 불은 의인과 악인을 모두 태우되 악인만 다치게 하고 둘 다 멸망시키지는 않을 것이다. 종말론적 추론 중에 '진리의 추종자들'은 악인과 분리되어 산에 오른다. 세상을 지배하는 사악한 왕은 이 말을 듣고 분노할 것이며, 군대를 이끌고 산을 포위하기로 결심할 것이다. 의인은 '주피터'에게 간청한다. 주피터는 그들에게 구원을 보내며, 주피터는 천사와 함께 하늘에서 내려오고, 주피터 앞에 불타는 칼을 내려 보내게 될 것이다. 히스파스는 악한 왕(즉 로마 황제)이 자신의 군대를 파괴하는 데 살아남되 권력을 잃게 될 것이라고 '제언'한다. 저스틴 순교자(Apologia, I.44. 12)에 따르면, 로마가 이 작품을 금지하게 한 것은 승리한 권력(즉 로마 제국)의 파괴에 대한 예언이었다. 저스틴 순교자에 따르면, 이 작품을 읽는 것은 죽음에 의해 처벌받을 수 있다고 한다.
다른 두 개의 레스 마제 헬레니제에게 기인된 작품과는 달리, 히스타페스의 오라클레스는 분명히 진정한 조로아스터교 신화에 바탕을 두고 있었고, "최종 마제 구성의 주장은 강한 것이다.] [...] 예언처럼 그들은 정치적 맥락과 기능, 그리고 철학과 e를 근본적으로 구별하는 초점을 가지고 있다.다른 가성비 라파의 주기적인 지혜 "마지막 시대의 불행과 죄악은 정통 조로아스트리아주의와 이질적인 것이다"라고 하지만, 아마도 4세기 후반의 3세기 후반에 헬레니즘 시대의 폐해를 비난하고 다가오는 아후라 마즈다의 희망을 제공하는 조로아스트리아 문학의 성장이 있었을 것이다.
점성술의 '인벤터'로서 조로아스터에 대한 그레코로만인의 집착도 히스타페스의 이미지에 영향을 미쳤다. 예를 들어, 리두스의 '월(de Mensibus II. 4)에서는 "조로아스터, 히스태스페스, 이집트인의 원의 샬데인"을 행성의 수 다음 주 7일 동안의 창조에 대한 것으로 간주한다.
그 4세기 아미 성마르켈 리누스:로마 교황.(xxiii.6.32) 다른 비슈타 스파 더 잘 Hystaspes 영어로 알려진 다리우스 1세의(late-6th세기 기원전)아버지와 함께 조로아스터의 후원자를 식별하그 6세기 Agathias 더, 그게 그 사람에 조로아스터의 후원자의 이름은 다리우스의 아버지나 다른 Hystaspes(ii.24)것 명확하지 않고 양면적이다. 비슈타스파를 '아르다시르'(위 참조)로 식별한 중세 조로아스터 연대기와 마찬가지로, 암미아누스의 식별은 한때 조로아스터의 '전통적인 데이트'를 입증하는 것으로 여겨졌다.